# Jung Jin-woong
Jung Jin-woong (kor. 정진웅; ur. 1993) – południowokoreański zapaśnik walczący w stylu klasycznym. Zajął ósme miejsce na mistrzostwach świata w 2019. Brązowy medalista mistrzostw Azji w 2019 roku.